# Jernih
Jernih is een bestuurslaag in het regentschap Sarolangun van de provincie Jambi, Indonesië. Jernih telt 2477 inwoners (volkstelling 2010).